# فوكاندو بريتوس
فوكاندو بريتوس (بالإسبانية: Facundo Britos)‏ (5 يونيو 1996 في الأرجنتين - ) هو لاعب كرة قدم أرجنتيني في مركز central midfielder ‏. لعب مع يونيون دي سانتا في.

## روابط خارجية
- فوكاندو بريتوس على موقع قاعدة بيانات كرة القدم.إي يو (الإنجليزية)
- فوكاندو بريتوس على موقع Soccerway.com (الإنجليزية)